# Rushad Eggleston
Rushad Robert Eggleston (Carmel, 30 september 1979) is een Amerikaanse cellist, zanger en songwriter, die veel heeft getoerd in 49 staten en 15+ landen. Eggleston staat bekend om het bedenken van woorden en om zijn fantasierijke wereld genaamd 'The Land of Sneth'.

## Biografie
Eggleston werd geboren uit een Parsi-moeder uit Bombay en een vader die zichzelf omdoopte tot Raboon. Hij studeerde af aan de Carmel High School in Carmel-by-the-Sea, Californië en speelde cello als lid van het Monterey Orchestra Youth Music in Monterey Bay. Later bezocht hij het Berklee College of Music in Boston met een volledige beurs, de eerste ooit toegekend aan een strijker. Daar studeerde Eggleston cello bij universitair hoofddocent Eugene Friesen en studeerde af in mei 2003.
Na het uitbrengen van het small-press-album Nico en Rushad in 1999 (met collega-muzikant Nico Georis), maakte Eggleston zijn grootschalige opnamedebuut met zijn titelloze Compass Records-publicatie Fiddlers 4, die werd genomineerd voor een Grammy Award in 2002, zoals ook met Republic of Strings van Darol Anger, die hem naar nationale bekendheid bracht. Eggleston heeft uitgebreid getoerd met Republic of Strings, Fiddler's 4 en de alternatieve folk/bluegrass-band Crooked Still, waarvan hij mede-oprichter was. Crooked Still bracht de twee cd's Hop High in 2004 en Shaken by a Low Sound uit in 2006 met Eggleston. Eggleston bracht op 10 juli 2006 ook het meer experimenteel album Playhouse of the Universe uit met The Wild Band of Snee, evenals het album Rushad Eggleston & The Butt Wizards. Eggleston verliet Crooked Still in november 2007 om andere muziekstijlen na te streven. Hij werd vervangen door Brittany Haas op viool en Tristan Clarridge op cello.
Eggleston was instructeur in Mark O'Connors vioolkampen van 2001 tot 2007 en in Mike Blocks String Camp in 2012 en 2013. Hij gaf ook les in cello in Maine Fiddle Camp in kamp NEOFA, in Valley of the Moon (2015), Big Sur Fiddle Camp en Rocky Mountain Fiddle Camp (2013, 2014). Eggleston heeft ook gastcolleges gegeven aan hogescholen en universiteiten, waaronder Berkelee, Cornish (Seattle), Bates College (Maine) en Oberlin (Ohio). Eggleston hield in 2013 een TEDx-lezing op het hoofdkantoor van Facebook in Palo Alto. Eggleston vormde in 2008 het powertrio Tornado Rider met Scott Manke (drums) en Graham Terry (bas) en hun debuutalbum Do You Have Time (2009) werd opgevolgd door Jark Matter (2011). De hoge energieprestaties omvatten herhaaldelijk Egglestons crowdsurfing en het beklimmen van podiumsteigers. Tornado Rider wordt gelijkgesteld aan metal spelende kikkers en veel van de liedjes zijn eenvoudige, maar pakkende volksliederen over dieren. Tornado Rider-fans zijn het sterkst vertegenwoordigd in Florida en het zuidoosten en de band komt regelmatig samen om festivals te spelen. (Walkarussa 2013, SpringFest 2014, Bear Mtn Music Fest 2015, SpringReunion 2017).
Eggleston bracht zijn eerste volledige soloalbum The Rushad Eggleston Show uit in 2013. Dit werd gevolgd door de twee albums Very Advanced Song Machine en Growl & Glide, zijn eerste solo cello-opname in 2015. Sinds 2013 toerde hij als solo-act, vaak naar zichzelf verwijzend als Rushadicus of gewoon als de Cello Goblin. Eggleston heeft het 'Land van Sneth' naar mensen in landen als Australië, Bali, Litouwen en Sicilië gebracht en een netwerk van wereldwijde fans opgebouwd. In 2015 deed Eggleston een korte tournee met duetconcerten met gitarist Beppe Gambetta, nadat hij in Beppe's geboorteplaats Genua, Italië had gespeeld voor het Acoustic Nights-festival.

## Privéleven
Eggleston trouwde op 27 september 2015 in Big Sur (Californië) met Mouse Princess. Ze scheidden in 2018. Rushad publiceert constant video's op zijn Facebook-fanpagina, waar zijn nummer Bush Charge momenteel het record voor de meeste views op meer dan 750.000 heeft.

## Discografie
- 1999: Nico and Rushad
- 2002: Fiddlers 4
- 2004: Hop High
- 2006: Shaken by a Low Sound
- 2006: Playhouse of the Universe
- 2006: Rushad Eggleston & The Butt Wizards
- 2009: Do You Have Time
- 2011: Jark Matter
- 2013: The Rushad Eggleston Show
- 2015: Very Advanced Song Machine
- 2015: Growl & Glide

- Library of Congress Control Number: no2003017974
- MusicBrainz: f19a6b55-ecb0-43ed-a02a-1d1373c47afc
- Virtual International Authority File: 315546360